# Xã Shawnee, Quận Cherokee, Kansas
Xã Shawnee (tiếng Anh: Shawnee Township) là một xã thuộc quận Cherokee, tiểu bang Kansas, Hoa Kỳ. Năm 2010, dân số của xã này là 461 người.